# True Detective
True Detective är en amerikansk TV-serie, som hade premiär 2014 i USA på TV-kanalen HBO. Serien är skapad av Nic Pizzolatto. Under första säsongen medverkar bland andra Matthew McConaughey, Woody Harrelson och Michelle Monaghan. Signaturmelodin till första säsongen, Far From Any Road, är hämtad från The Handsome Familys album Singing Bones från 2003. Andra säsongens signaturmelodi är Nevermind, av och med Leonard Cohen.

## Handling
Säsong 1
Två kriminalpoliser återberättar sin 17 år långa jakt efter en seriemördare i Louisiana. Anledningen är att deras fall nu tagits upp på nytt och det ifrågasätts om Rust Cohle och Martin Hart verkligen fångade den riktiga seriemördaren. 
Rust Cohle (Matthew McConaughey) är en före detta missbrukare som utnyttjats av polisens manipulering av rättssystemet vilket bland annat medfört att han tillbringat 4 månader på ett psykhem. Då han idag är alkoholist ifrågasätter de nya poliserna på fallet hans trovärdighet, eftersom han bland annat berättar att han haft hallucinationer under utredningen. Martin Hart (Woody Harrelson) är däremot en familjefar med två döttrar och en älskad fru. Han har dock en regelbunden kärleksaffär med en mycket yngre kvinna, vilket hans fru hela tiden misstänker.

## Rollista (i urval)

### Säsong 1

#### Huvudroller
- Matthew McConaughey - Detektiv Rustin "Rust" Cohle[2][3][4]
- Woody Harrelson - Detektiv Martin Hart[5][6][7]
- Michelle Monaghan - Maggie Hart[8]
- Michael Potts - Detektiv Maynard Gilbough[9]
- Tory Kittles - Detektiv Thomas Papania[10]

#### Återkommande
- Kevin Dunn - Major Ken Quesada[11]
- Alexandra Daddario - Lisa Tragnetti[9]
- Michael Harney - Sheriff Steve Geraci
- Elizabeth Reaser - Laurie Perkins[9]
- J.D. Evermore - Detektiv Bobby Lutz
- Madison Wolfe / Erin Moriarty - Audrey Hart
- Meghan Wolfe / Brighton Sharbino - Macie Hart
- Don Yesso - Befälhavare Speece
- Brad Carter - Charlie Lange[12]
- Lili Simmons - Beth[12]
- Jay O. Sanders - Billy Lee Tuttle[12]
- Shea Whigham - Joel Theriot
- Glenn Fleshler - Errol Childress
- Charles Halford - Reggie Ledoux
- Joseph Sikora - Ginger
- Paul Ben-Victor - Major Leroy Salter

### Säsong 2

#### Huvudroller
- Colin Farrell - Detektiv Raymond "Ray" Velcoro[13]
- Rachel McAdams - Detektiv Antigone "Ani" Bezzerides[14]
- Taylor Kitsch - Officer Paul Woodrugh[15]
- Kelly Reilly - Jordan Semyon
- Vince Vaughn - Frank Semyon

#### Återkommande
- Afemo Omilami - Polischef Holloway[16]
- Michael Irby - Detektiv Elvis Ilinca[17]
- Leven Rambin - Sophia[17]
- Abigail Spencer - Alicia[17]
- Lolita Davidovich - Nancy Simpson[18]
- James Frain - Jeff Hunt[18]
- Riley Smith - Steve Mercier[19]
- Adria Arjona - Emily[20]
- Michael Hyatt - Katherine Davis[21]
- Yara Martinez - Andrea[21]
- Christian Campbell - Richard Brune[22]
- Jon Lindstrom - Glenn Ellinger[23]
- Emily Rios - Gabby Behenna[24]
- Ronnie Gene Blevins - Stan[24]
- Timothy V. Murphy - Osip Agranov[24]
- C.S. Lee - Richard Geldof[25]
- Chris Kerson - Nails[16]
- Rick Springfield - Dr. Pitlor[26]
- Ashley Hinshaw - Lacey Lindel[27]
- W. Earl Brown - Detektiv Teague Dixon[28]
- David Morse - Eliot Bezzerides[28]